# Cyphia longipedicellata
Cyphia longipedicellata är en klockväxtart som beskrevs av Franz Elfried Wimmer. Cyphia longipedicellata ingår i släktet Cyphia, och familjen klockväxter. Inga underarter finns listade i Catalogue of Life.